# Orgue Daublaine & Callinet - Alfred Kern de la cathédrale Saint-Théodorit d'Uzès
L'orgue Daublaine & Callinet - Alfred Kern de l'ancienne cathédrale Saint-Théodorit d'Uzès est abrité par un des plus beaux buffets français, le seul en France, datant de l'Ancien Régime, à posséder encore ses volets d'origine, servant à canaliser les sons lorsqu'ils sont ouverts, et à protéger les façades en position fermée, selon un usage remontant au Moyen Âge. Sa partie instrumentale n'est pas moins réputée car elle a fait l'objet d'une restauration exemplaire, en 1964 par le maître-facteur Alfred Kern, sous l'égide de l'administration des Monuments historiques représentés, comme expert, par Alexandre Cellier.

## Historique
L'instrument originel a été construit en 1679 par le révérend-père Castie ou Castille, franciscain capucin et facteur d'orgue de la province de Guyenne (la présence à Montpellier d'un R.P. Castille, facteur d'orgues de la ville de Bordeaux, est avérée en 1682 d'après ce document). Il n'en reste qu'une quinzaine de jeux plus ou moins complets et le magnifique buffet de Pierre Biscarrat, maître sculpteur et menuisier de Pont-Saint-Esprit, peint et doré en 1685 par Jean Pouville (ou Pouveilhe ou Rouveyre), de Montpellier. La partie instrumentale a été totalement reconstruite au XVIIIe siècle (probablement vers 1770) par un organier inconnu dont il subsiste les sommiers du Grand-Orgue et du Positif ainsi qu'une vingtaine de jeux, y compris la réutilisation des 15 jeux du XVIIe siècle, sur les trente-quatre recensés sur un devis, pour les accorder, du début du XIXe siècle.
En 1843 la maison Daublaine et Callinet reconstruit l'orgue en respectant la composition des mixtures ainsi que les couleurs du Plein-jeu et du Grand-jeu mais en supprimant les mutations simples (Nazard, Tierce et autre Larigot). Onze jeux "modernes" (pour ne pas dire romantiques: Gambe, Salicional, Voix céleste, Violoncelle, Euphone...) sont ajoutés, le pédalier porté de 18 à 25 notes, le buffet approfondi pour réorganiser la distribution spatiale des différents plans sonores, et le mécanisme complètement révisé et rajeuni.
Le 14 juin 1934, l'orgue est classé au titre objet des monuments historiques pour son buffet et sa partie instrumentale.
En 1943 un relevage est confié à Jean-Albert Négrel de Roquevaire qui change, à cette occasion, le pédalier.
En 1958 les prémices d'un sauvetage amplement justifié s'amorcent sous l'égide de la marquise de Crussol, à l'initiative de « l'heureux titulaire de l'orgue » (depuis les années cinquante) Pierre Pélisséro et avec l'intervention déterminante d'Alexandre Cellier, organiste, compositeur et organologue réputé, qui plus est, membre de la commission des orgues des Monuments Historiques et familier d'Uzès. Et en 1964 une grande restauration est confiée à Alfred Kern : les vingt jeux des XVIIe et XVIIIe siècles sont soigneusement maintenus et révisés; les jeux romantiques du XIXe siècle, ne correspondant pas à l'esthétique choisie pour l'orgue (classique, en harmonie avec le buffet), sont supprimés, mais les tuyaux de Daublaine & Callinet, de très bonne facture, complétant les jeux du XVIIIe siècle ou en accord avec l'harmonisation classique, sont réemployés; seul le petit plein-jeu du Récit est une création entièrement nouvelle.
En 1967 Alfred Kern installe un ventilateur électrique plus silencieux, un système anti-secousses et change le Tremblant du Récit.
En 1991 un grand relevage est effectué par Daniel Kern, fils d'Alfred, sous le contrôle de Claude Aubry, expert pour les Monuments historiques.

## Description
Le double buffet, de style Louis XIV mais tendance méridionale, est particulièrement admirable par sa dorure à la feuille d'or sur fond gris et blanc, le seul autre exemplaire maintenu en France étant celui de Saint-Louis des Invalides à Paris, beaucoup plus massif (photo).Cet or rehausse moulures, ciselures, frises et guirlandes.
Il est en outre le seul, en France, à avoir conservé, in situ, ses volets originels, toiles peintes tendues sur des châssis articulés, servant à occulter les façades en dehors des cérémonies et lors du Carême ou de l'Avent, selon une tradition remontant au Moyen Âge. On en trouve aussi à la cathédrale Saint-Jean-Baptiste de Perpignan, mais déposés et simplement exposés dans la nef.
C'est le sieur Jean Pouville ou Pouveihle ou encore Rouveyre, selon les sources, maître doreur de Montpellier, qui est l'auteur de ce décor raffiné ajouté en 1685 et 1686 et qui a forcé l'admiration de maints visiteurs au cours des siècles.
Les deux corps du buffet sont d'architecture identique, le positif dorsal étant simplement à échelle plus réduite, avec, selon N.Dufourcq, tous les éléments du décor classique: petits panneaux moulurés du soubassement, chutes de fleurs sur les pilastres, culots des tourelles soulignés par de simples pendentifs à consolettes, denticules, pots à fleurs, et cassolettes assises sur des dômes à godrons.
Les tuyaux de façade, en Montre, sont de Daublaine et Callinet, en étain fin avec aplatissage imprimé en pointe.
Avant la reconstruction de Daublaine&Callinet, l'orgue comprenait 3 claviers de 50 notes(Ut1 à Ré5, sans Ut#1) pour Positif dorsal et grand orgue et 27 notes(Ut3 à Ré5) pour le récit et un pédalier « à la française » de 17 ou 18 notes; avec un total de 34 jeux. Après, il passe à 45 jeux avec une extension des claviers principaux à 54 notes(Ut1 à Fa5 avec Ut#1), du Récit à 42 notes(Ut2 à Fa5), et du Pédalier à 25 notes(Ut1 à Ut3 avec Ut#1). C'est le Récit qui fait les frais de la « romantisation » : son cornet, amputé du 8 pieds est transféré au positif dorsal mais la restauration d'Alfred Kern le rétablira, mais décomposé, à son clavier originel.
Les sommiers, à gravures et registres coulissants, sont anciens pour le G.O. et le Positif, de Daublaine pour la Pédale, neuf pour le Récit. Les deux du GO ont dû être profondément restaurés en refaisant de neuf les chapes et les registres; la disposition des basses(12 pour le sommier Ut, 10 pour le Ut#) est diatonique à chaque extrémité puis les autres tuyaux se suivent chromatiquement. Celui du Positif est diatonique d'Ut1 à Ré#2, puis chromatique avec les plus aigus du côté Ut#. Le sommier du Récit, à disposition diatonique, est enfermé dans une boîte expressive, manœuvrable par une pédale à cuillère, en arrière du G.O. en hauteur. Ceux de la pédale sont au fond de l'orgue avec un sommier complémentaire neuf pour les 5 dessus permettant d'étendre le pédalier à 30 notes.
La console, en fenêtre, est en noyer, les claviers sont plaqués d’ivoire pour les naturelles et d’ébène pour les feintes, les tirants de registres, en bois et de section carrée, disposés de part et d'autre de la claviature, portent des pommettes chantournées en bois clair, le nom des jeux est inscrit sur des étiquettes en peau. Le pédalier de 30 notes (Ut1 à Fa3) est à  "l'Allemande".
La traction des claviers, mécanique, est neuve; elle est suspendue, à balanciers pour le G.O., directe pour le Récit, et foulante pour le Positif; pour la Pédale, vergettes dans le soubassement rejoignant des équerres en plastique, puis vergettes et abrégé en bois allant aux deux layes.
Le tirage des jeux, mécanique, a été refait à neuf par A. Kern mais en réutilisant les pilotes tournants octogonaux originaux articulés à des bras et épées en fer.
L'alimentation en air est assurée par un moteur électrique, une boîte à rideau et deux grands réservoirs à plis compensés dans le soubassement de l'orgue.

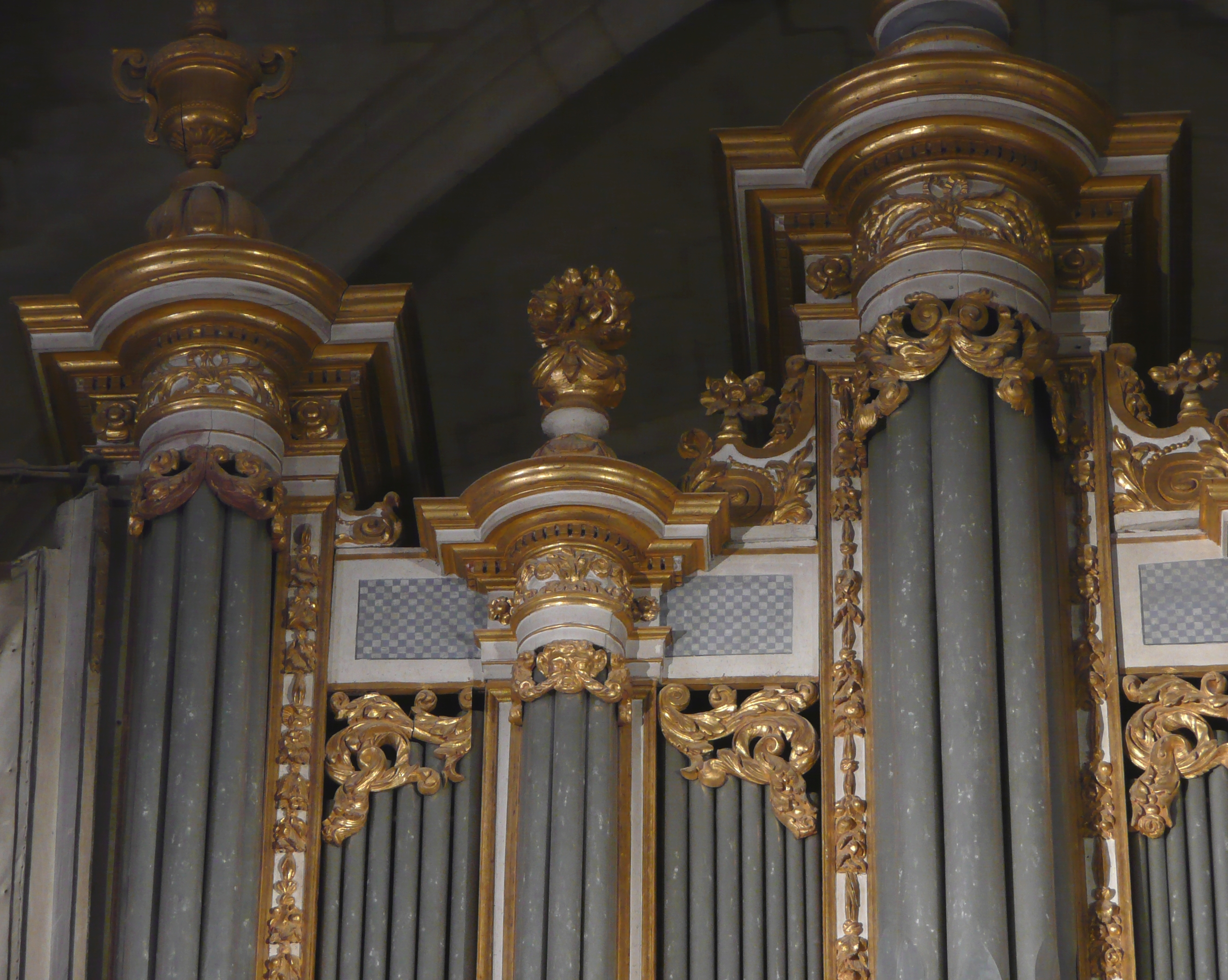
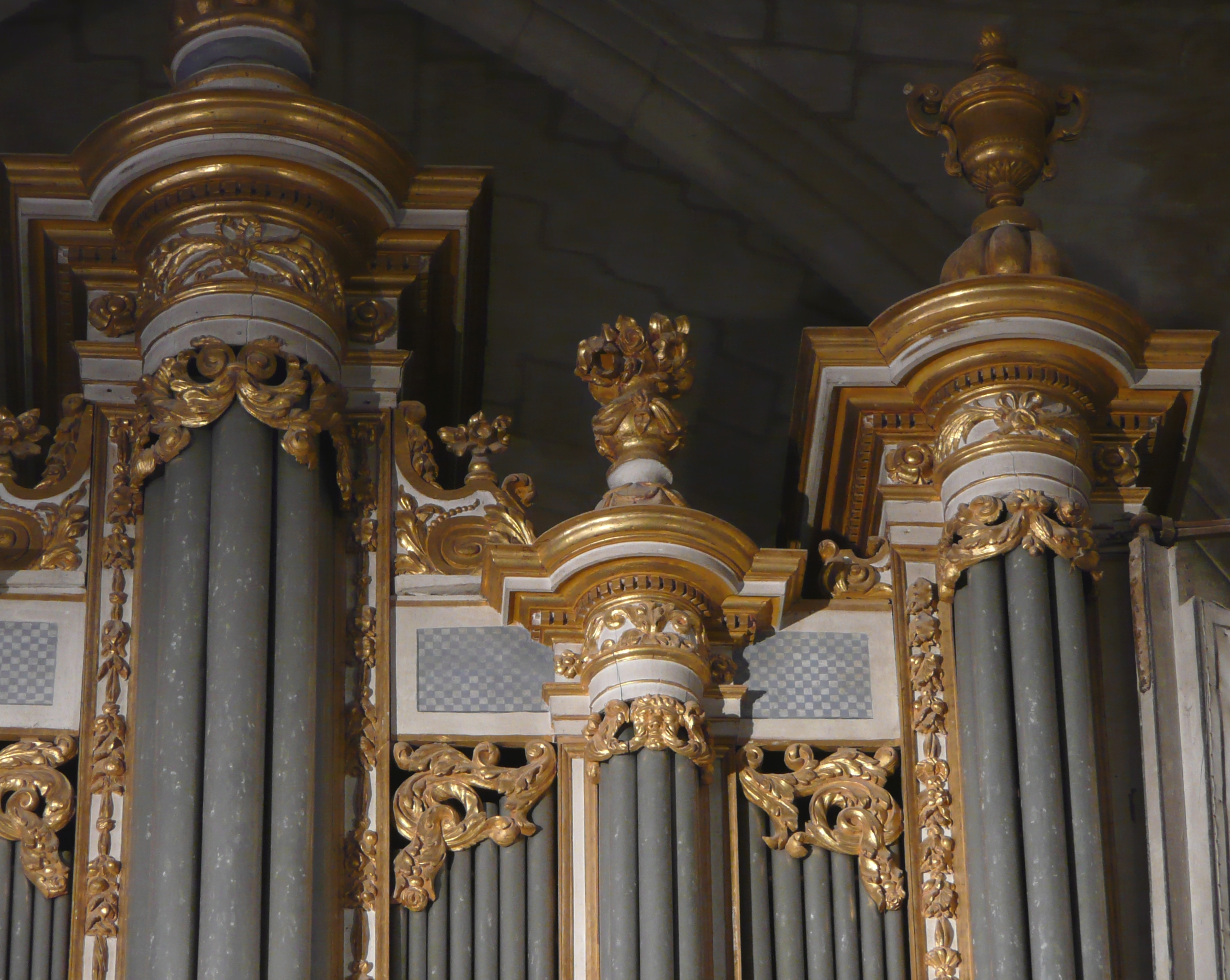
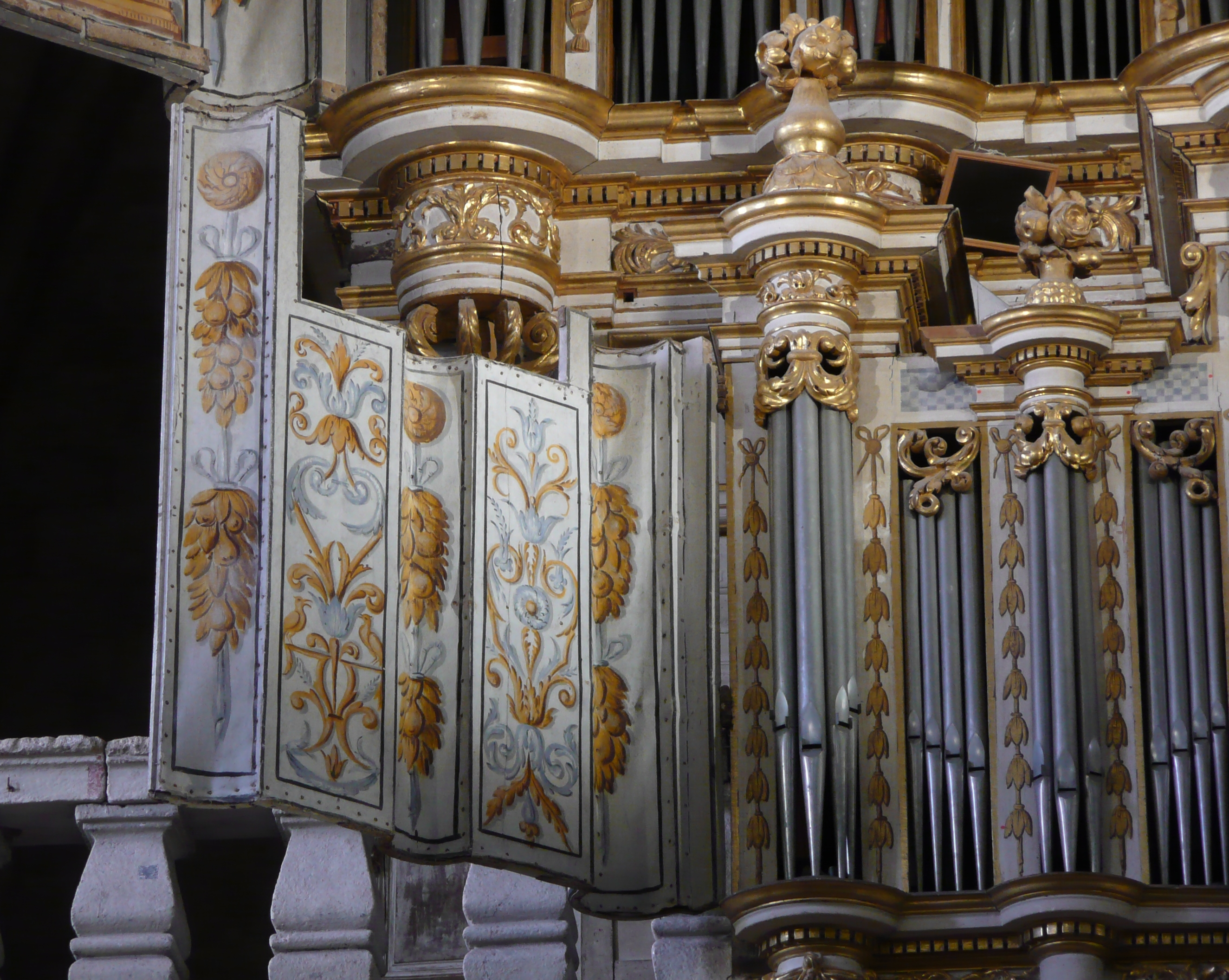
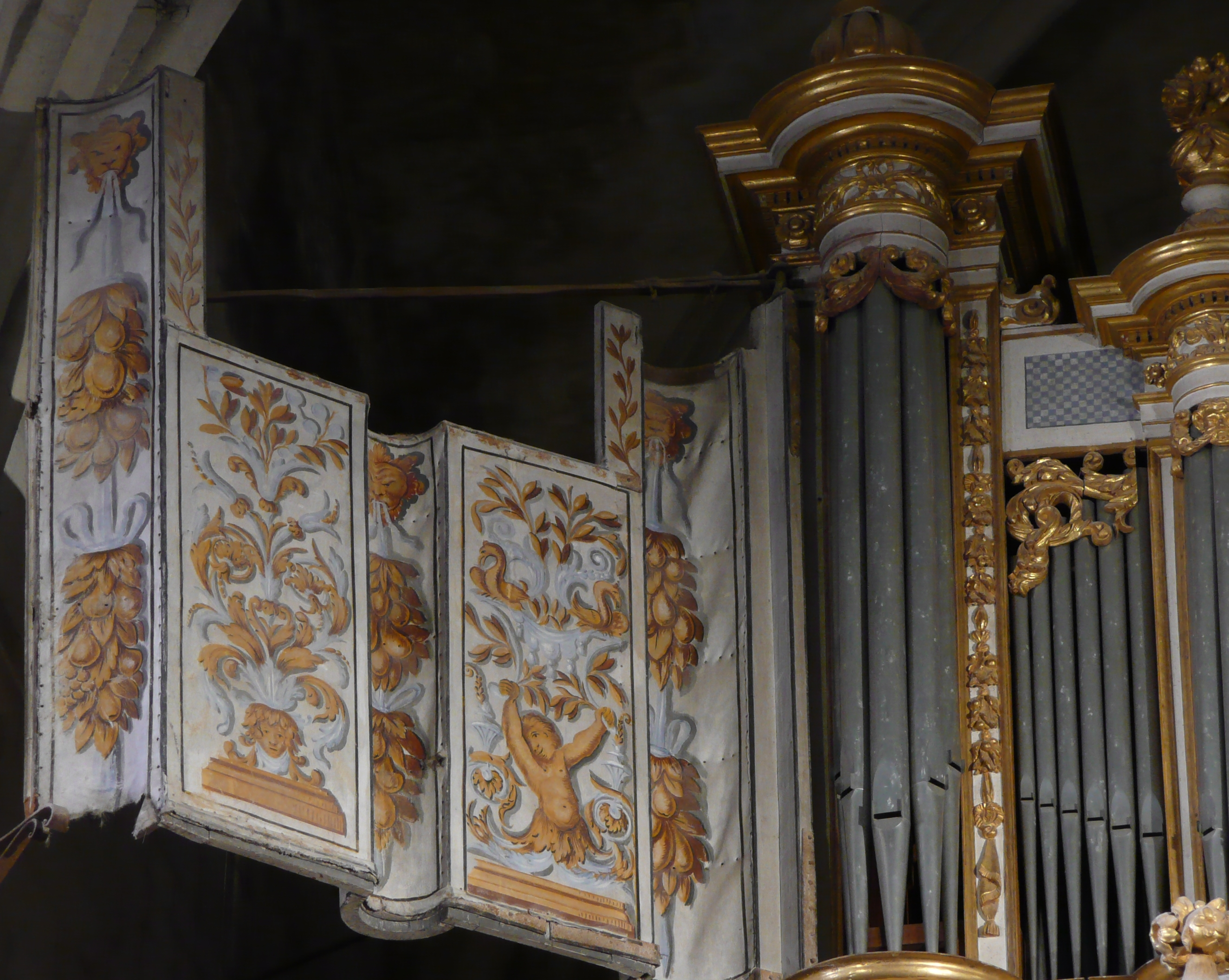
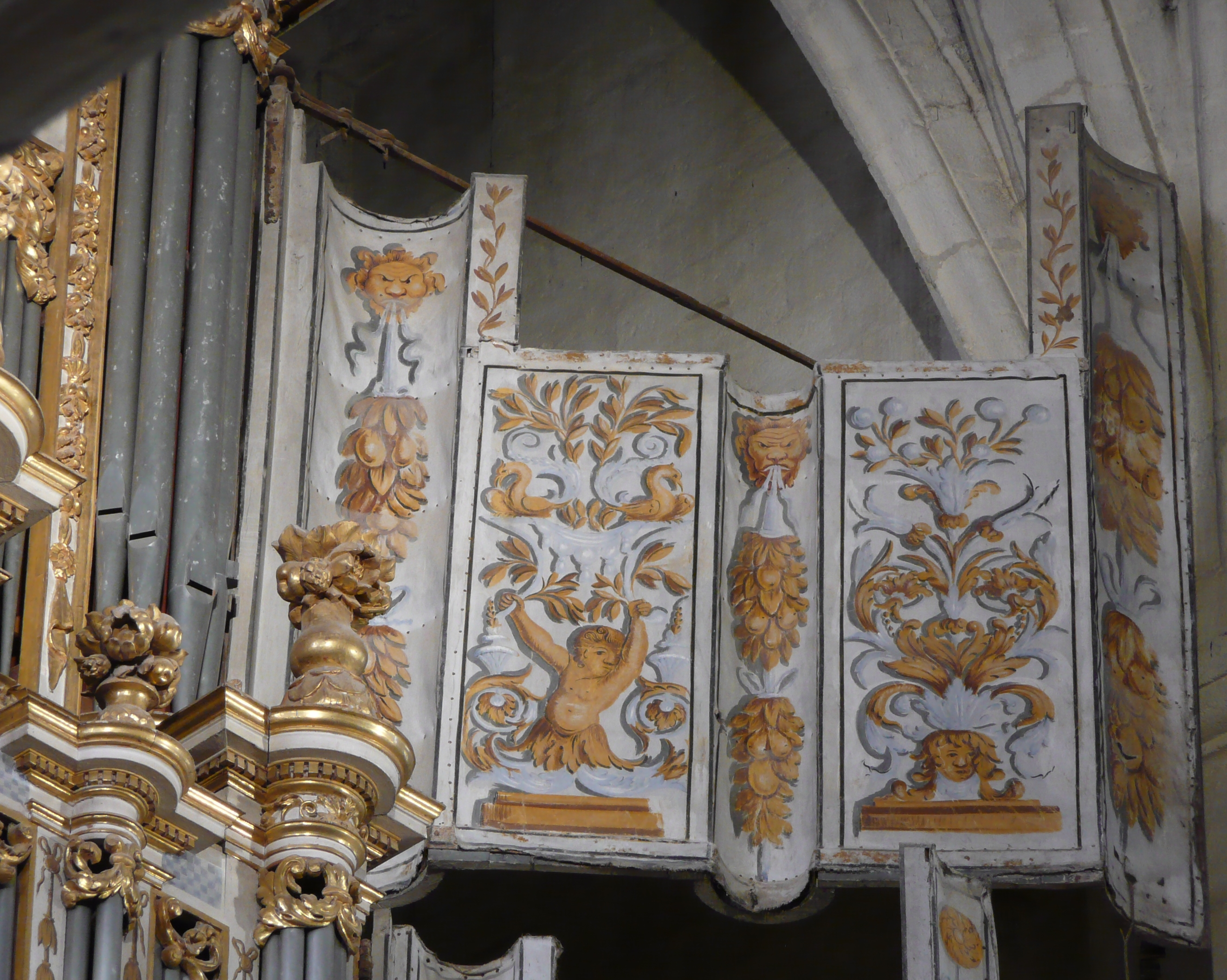
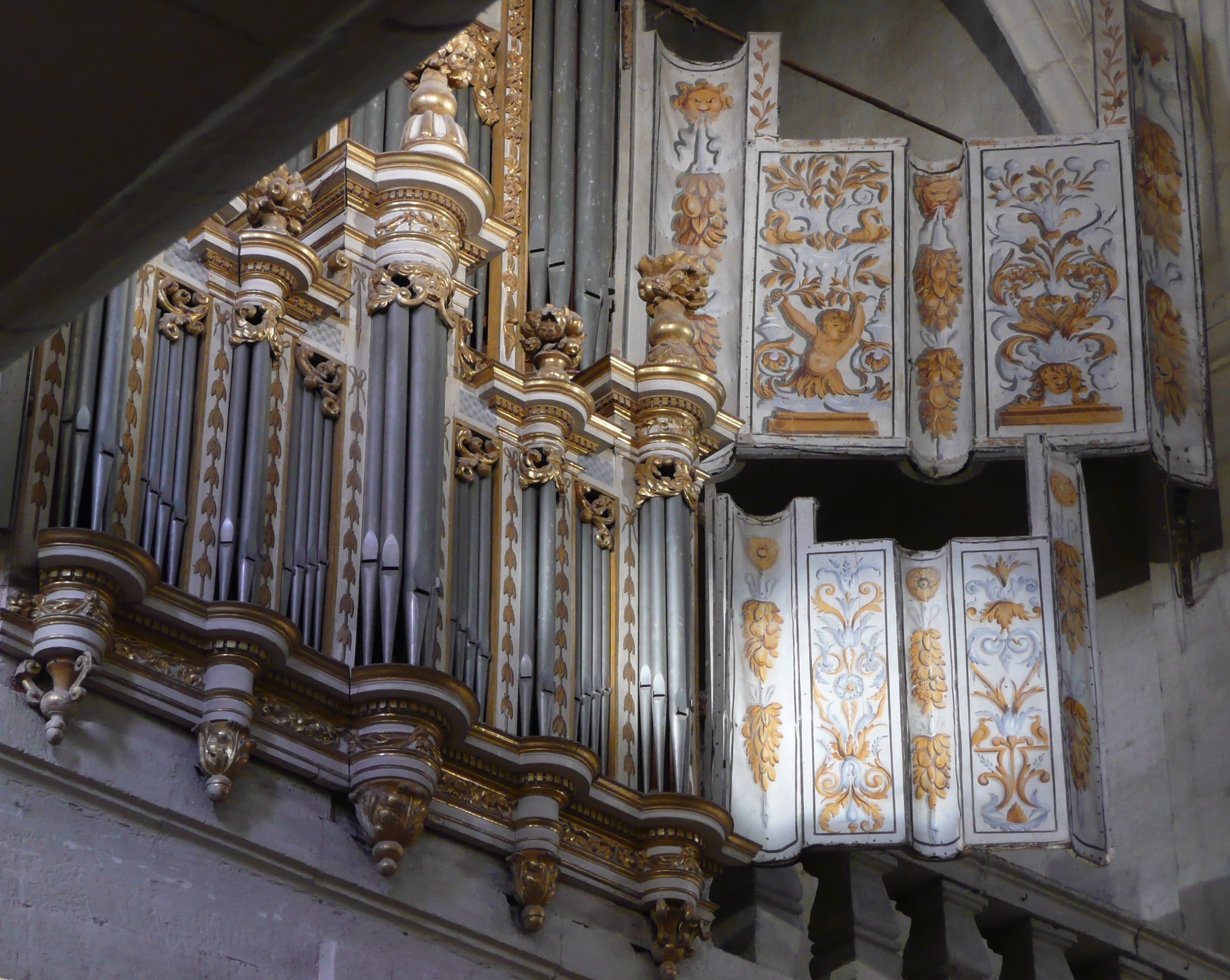

## Composition en1991
D'après Orgues en Languedoc-Roussillon, corrigée grâce au relevé de Claude Aubry, expert auprès des Monuments historiques, effectué lors du relevage de 1991.
| I Positif dorsal 54 notes: Ut1 à Fa5 |       |              |
| Bourdon                              | 8’    | [ Notes 1 ]  |
| Salicional                           | 8’    | [ Notes 2 ]  |
| Montre                               | 4’    | [ Notes 3 ]  |
| Flûte                                | 4’    | [ Notes 4 ]  |
| Nasard                               | 2’2/3 | [ Notes 5 ]  |
| Doublette                            | 2’    | [ Notes 6 ]  |
| Tierce                               | 1’3/5 | [ Notes 7 ]  |
| Larigot                              | 1’1/3 | [ Notes 8 ]  |
| Plein-jeu                            | V     | [ Notes 9 ]  |
| Trompette                            | 8’    | [ Notes 10 ] |
| Cromorne                             | 8’    | [ Notes 11 ] |

| II Grand-orgue 54 notes: Ut1 à Fa5 |       |              |
| Bourdon                            | 16’   | [ Notes 12 ] |
| Montre                             | 8’    | [ Notes 13 ] |
| Bourdon                            | 8’    | [ Notes 14 ] |
| Flûte                              | 8’    | [ Notes 15 ] |
| Prestant                           | 4’    | [ Notes 16 ] |
| Flûte conique                      | 4’    | [ Notes 17 ] |
| Grosse tierce                      | 3’1/5 | [ Notes 18 ] |
| Nazard                             | 2′2/3 | [ Notes 19 ] |
| Doublette                          | 2′    | [ Notes 20 ] |
| Quarte                             | 2′    | [ Notes 21 ] |
| Tierce                             | 1'3/5 | [ Notes 22 ] |
| Fourniture                         | IV    | [ Notes 23 ] |
| Cymbale                            | III   | [ Notes 24 ] |
| Grand cornet                       | V     | [ Notes 25 ] |
| Trompette                          | 8’    | [ Notes 26 ] |
| Clairon                            | 4'    | [ Notes 27 ] |

| III Récit Expressif 42 notes: Ut2 à Fa5 |       |              |
| Bourdon                                 | 8'    | [ Notes 28 ] |
| Cor de Chamois                          | 8’    | [ Notes 29 ] |
| Flûte                                   | 4’    | [ Notes 30 ] |
| Nazard                                  | 2’2/3 | [ Notes 31 ] |
| Doublette                               | 2’    | [ Notes 32 ] |
| Quarte                                  | 2’    | [ Notes 33 ] |
| Tierce                                  | 1’3/5 | [ Notes 31 ] |
| Sifflet                                 | 1'    | [ Notes 34 ] |
| Plein-jeu                               | III   | [ Notes 35 ] |
| Voix humaine                            | 8’    | [ Notes 36 ] |
| Trompette                               | 8’    | [ Notes 37 ] |
| Hautbois                                | 8’    | [ Notes 37 ] |

| Pédale 30 notes: Ut1 à Fa3 |     |              |
| Flûte                      | 16’ | [ Notes 38 ] |
| Soubasse                   | 16’ | [ Notes 39 ] |
| Principal                  | 8’  | [ Notes 40 ] |
| Bourdon                    | 8’  | [ Notes 41 ] |
| Flûte                      | 4’  | [ Notes 42 ] |
| Bombarde                   | 16’ | [ Notes 43 ] |
| Trompette                  | 8’  | [ Notes 44 ] |
| Clairon                    | 4’  | [ Notes 45 ] |

- Accouplement : I/II (à tiroir)
- Tirasse : G.O.
- Tremblant Récit

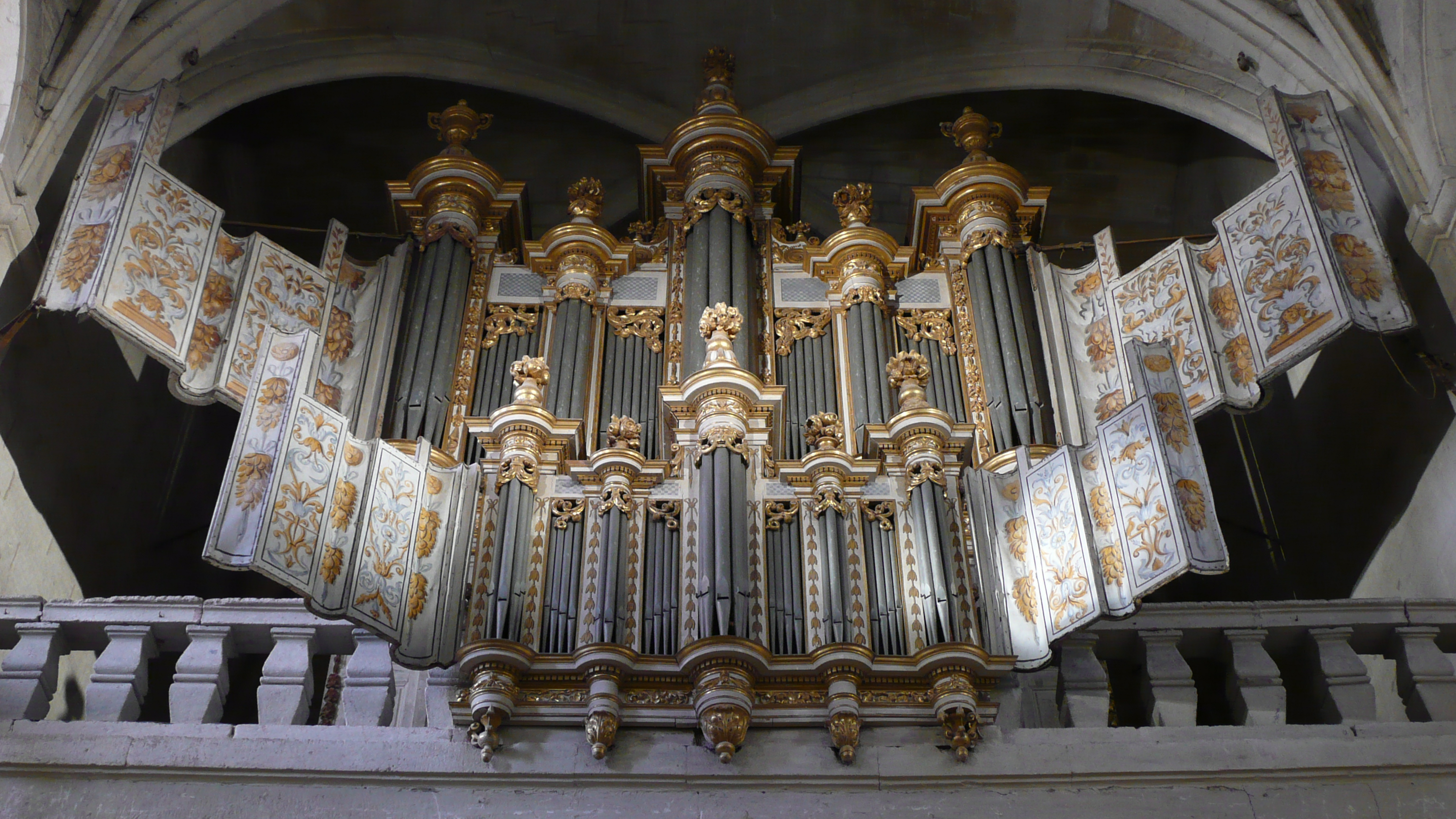
Vue d'ensemble
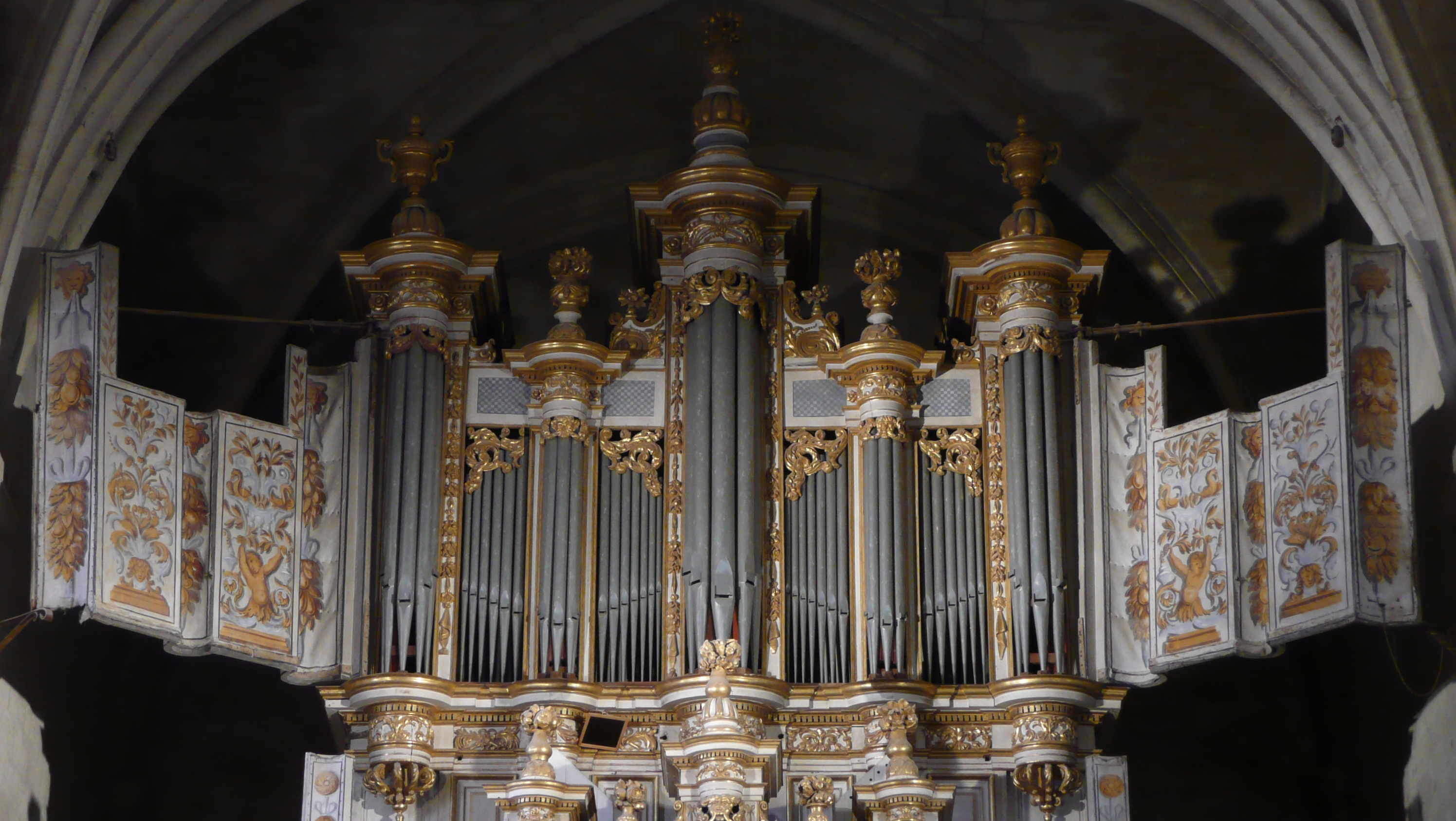
Grand-corps du buffet
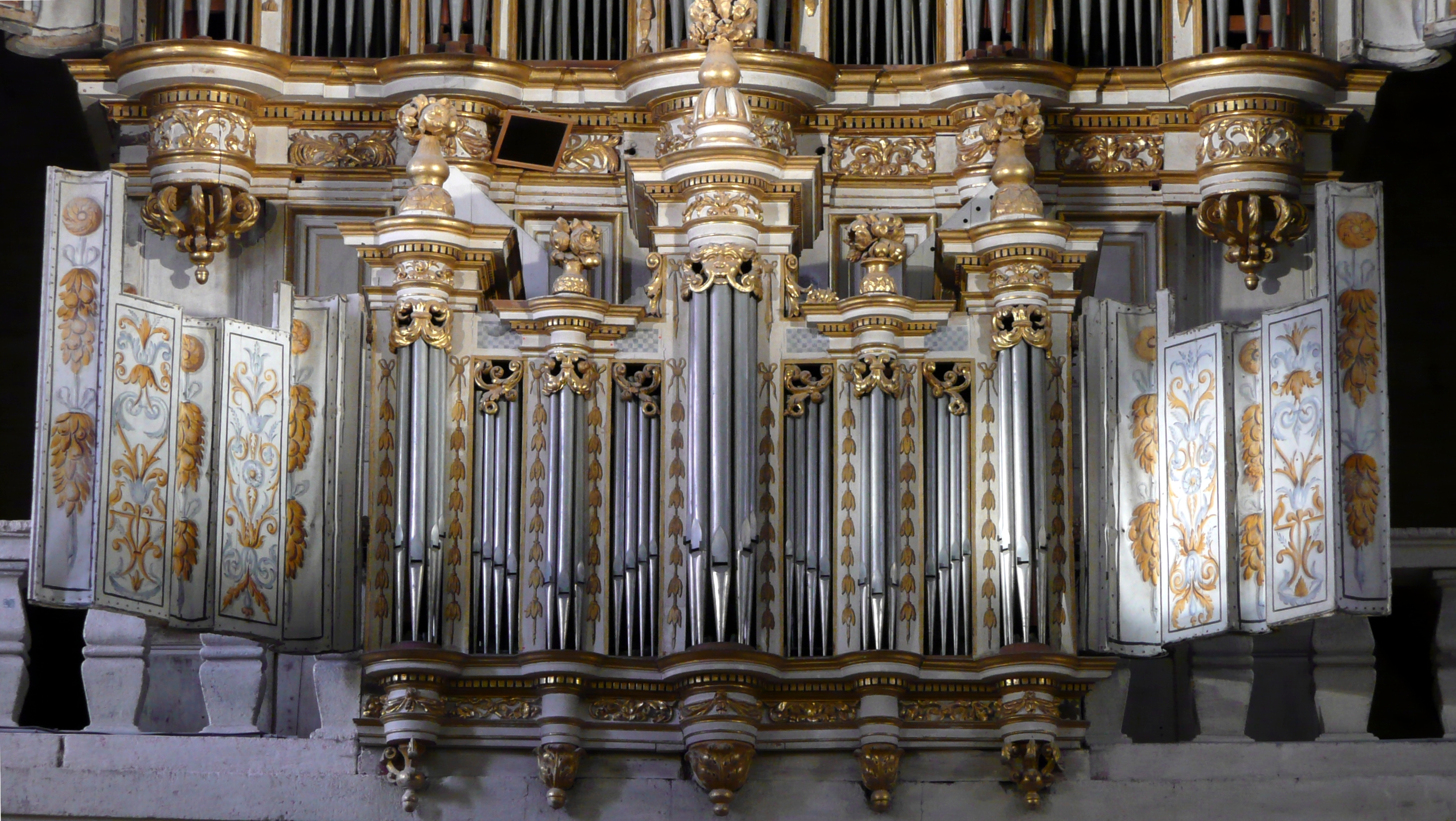
Positif de dos

## Discographie

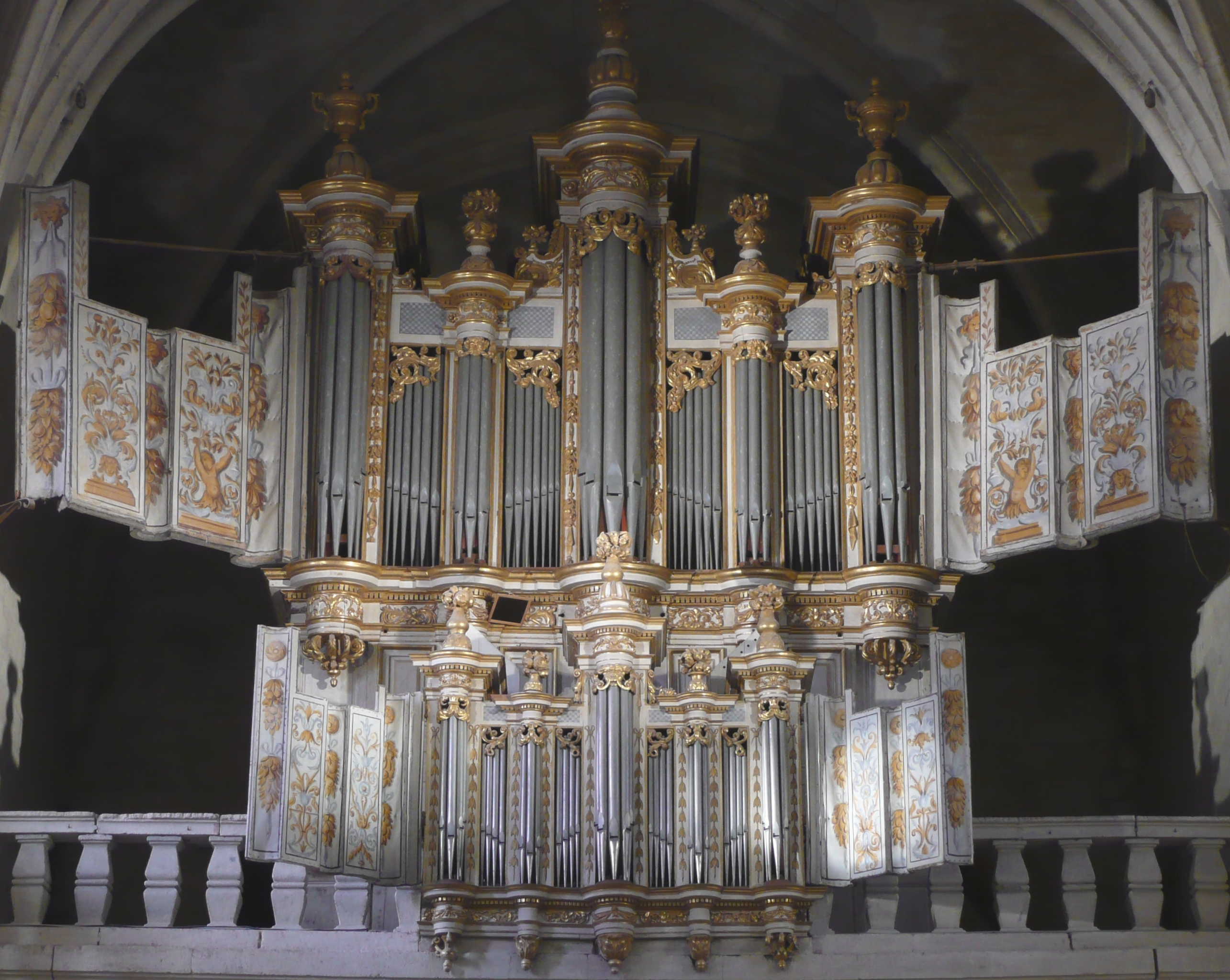

Marie-Claire Alain a fait connaître cet instrument dans le monde entier avec, entre autres, le disque intitulé Noëls à l'orgue d'Uzès avec des œuvres de Claude Balbastre et Louis-Claude Daquin chez Erato(W.E.807)1977.
Louis Thiry a enregistré sur cet orgue un disque où il interprète des œuvres de François Couperin et Nicolas de Grigny (Arion Orgues de Provence-1974).
Jean-Luc Salique a enregistré des œuvres de J.S.Bach pour les Disques Coriolan, 1977 avec report en CD en 1997.

## Sources
- Orgues en Languedoc-Roussillon, tome 2, Gard-Lozère, ARAM-LR chez Edisud,  (ISBN 2-85744-313-7)
- Uzès, Délices & Orgues, Pierre Pélisséro, Études & Communications Éditions, 2004,  (ISBN 2-911722-30-2)
- Le Livre de l'orgue français, Norbert Dufourcq, tome II, le Buffet, fascicule 3, PICARD, 1969